# Adolf I Holsztyński
Adolf I (ur. ?, zm. 13 listopada 1130) – hrabia szauenburski i holsztyński. 
Został hrabią Szauenburga prawdopodobnie w 1106, około 1111 roku otrzymał z rąk księcia saksońskiego Lotara z Supplinburga (późniejszego króla i cesarza rzymskiego) hrabstwo Holsztynu i hrabstwo Sztormarn, (do których należał również Hamburg), jako lenno.
 Miał syna Adolfa II, który przyczynił się do rozwoju Holsztynu.